# Kingston Airport (Nevada)

i7
i11
i13
Der Kingston Airport (FAA-LID: N15) ist ein öffentlicher Flugplatz, der etwa 3 Kilometer östlich des Ortszentrums von Kingston im Lander County, Nevada, USA liegt.

## Einrichtungen
Der Flugplatz erstreckt sich über eine Fläche von etwa 58 ha. Er verfügt über zwei Start- und Landebahnen:
- Bahn 07/25: 1128 Meter lang und 24 Meter breit, Oberfläche: Kies/Erde
- Bahn 16/34: 936 Meter lang und 18 Meter breit, Oberfläche: Kies/Erde